# Space Station 13
Space Station 13 (ou SS13) é um video game de roleplay multijogador de vista de cima para baixo no motor de jogos BYOND, originalmente lançado em 2003. O jogo é baseado em grades de movimentação e é jogado em um ângulo 2D.
Situando-se em uma estação espacial, os jogadores escolhem jogar de uma seleção de diferentes trabalhos disponíveis na lista de tripulantes.

## Jogabilidade
Space Station 13 se passa em estações espaciais fictícias. No começo de cada partida, são dados aos jogadores um tempo determinado para criar um personagem customizado em uma janela ou eles também podem jogar com um personagem gerado aleatoriamente.
Os jogadores podem escolher diferentes trabalhos, como um zelador ou engenheiro, que dedicam seu emprego na estação espacial. O jogo é semelhante a um jogo de roleplay sandbox, com eventos em cada partida sendo largamente ditados aos jogadores e a maior parte do tempo sem um objetivo ou objetivo real.
O jogador pode examinar e usar quase qualquer objeto na estação. Resultados diferentes irão ocorrer dependendo das várias variáveis em qualquer interação dada (ex: Usar um pé de cabra em outro jogador poderia atacá-lo, mas usar no chão irá tirar o piso). Além disso, o jogador pode mudar suas 'intenções' entre quatro diferentes estados (Help, Disarm, Grab, Harm), que vão influenciar nas ações tomadas. Por exemplo, usar uma mão vazia em outro jogador com a intenção de 'Help' irá abraça-lo, mas irá socar com a intenção 'Harm'.

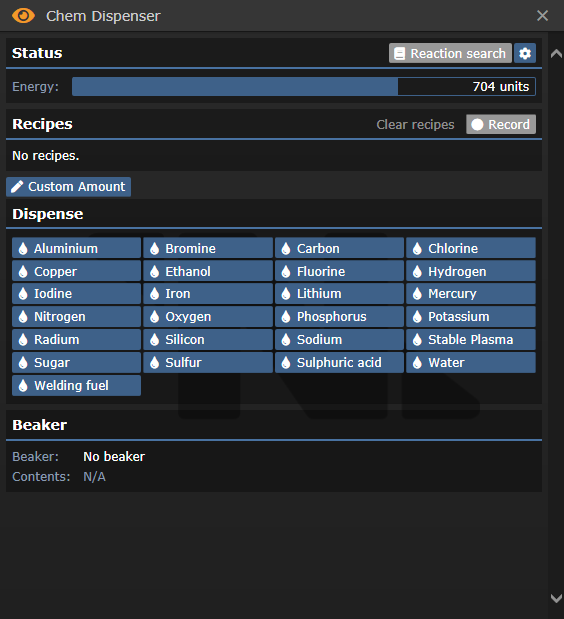
Interface de uma Chem Dispenser, uma das várias máquinas que se encontram no jogo que simulam sistemas, no caso desta, química

O motor do jogo simula inteiramente energia, biologia, atmosfera, química, e outras interações complexas diante da vasta maioria dos jogos.
Enquanto muitos diferentes servidores talvez tenham sua estação única, geralmente se tem oito diferentes departamentos na estação.
- Command (Tomando o lugar de comandantes dos departamentos a bordo da estação).
- Security (impondo a lei, mantendo a paz e respondendo a emergências a bordo da estação).
- Engineering (Gerando energia e mantendo os sistemas a bordo da estação em funcionamento, como manter portas funcionais e assegurando que Oxigênio está presente na estação).
- Science (Pesquisando tecnologias e desenvolvendo 'Sintéticos' a bordo da estação).
- Medical (Mantendo a tripulação saudável, operando as cirurgias, pesquisando doenças e criando clones para pessoas que morreram a bordo na estação).
- Supply (minerando por minerais em um asteroide próximo, e tomando conta da cargo, como comprar mantimentos para os membros da tripulação dentre todos os itens depostos).
- Service (Mantendo a estação limpa e providenciando comida e bebidas para a tripulação).
- Synthetics/Silicons (Consistindo numa Inteligência Artificial e ciborgues, que seguem as Leis da Robótica, que restringem a IA de cometer atos ilegais, como machucar um membro da tripulação, até que alguém mude as leis).

Todos irão ser posicionados na estação no começo de cada partida e fazer seus trabalhos. Entretanto, jogadores selecionados aleatoriamente serão escolhidos como um 'antagonista' a bordo da estação. Antagonistas vão de um personagem com missões secretas, IAs genocidas, e uma grande acervo de monstros e inimigos, como changelings, alienígenas, horrores Lovecraftianos e seus cultos, assassinos e esquadras da morte armados com armas nucleares.
Devido a presença de antagonistas (e, as vezes, devido a jogadores falhando nos seus trabalhos), a maioria das partidas vai acabar com a estação no caos e/ou completamente destruídos. Enquanto alguns servidores talvez tenham um fim de jogo, frequentemente as partidas vão acabar quando a nave de emergência for chamada para resgatar a tripulação da estação.

## Enredo

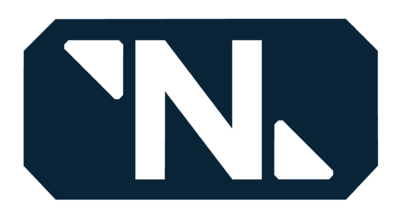
Logo da Nanotrasen

Enquanto muitos servidores tem folclores individualizados e backstories, Space Station 13 geralmente é uma estação de uma megacorporação conhecida como Nanotrasen. A influência da Nanotrasen e poder tem feito ela uma entidade governamental, mas muitas vezes é ambíguo se eles são bons, maus ou indiferentes, dependendo do servidor. Devido à imensa estatura de Nanotrasen, é alvo de uma série de agressores de terceiros. Isso inclui, mas não está limitado a; o Sindicato (uma coalizão de empresas menores e governos planetários), a Federação dos Feiticeiros Espaciais, Changelings que mudam de forma, Cultistas sanguinários e vários outros antagonistas.

## Desenvolvimento
Space Station 13 foi mantido em código fechado e originalmente desenvolvido como um simulador de atmosfera em 2003 por Exadv1. Alegadamente, o código-fonte foi roubado em 2006 e vazou para a internet, o que deu origem à atual popularidade de SS13. No entanto, durante uma entrevista em 2017 com um YouTuber de SS13 chamado BlackPantsLegion, Exadv1 explicou que, devido a circunstâncias da vida, ele foi incapaz de continuar a programar o jogo, e de fato deu o código a outros programadores para levar a programação do Space Station 13 ainda mais longe em sua ausência.
Desde então, a contagem de jogadores cresceu. Devido à natureza do BYOND, cada servidor tem uma versão do código do Space Station 13, que é frequentemente modificado pelos que executam o servidor, o que significa que cada servidor é uma iteração inteiramente única do jogo com diferentes características e conteúdos.
Muitos projetos tem o objetivo de recriar o Space Station 13 em outras plataformas como o UnityStation, SS14 e SS3D.

## Recepção
Space Station 13 teve atenção de vários sites de jornalistas de video games com o passar do tempo. O jogo tem experienciado um aumento de jogadores recente, chegando a mais de 1500 jogadores em Maio de 2019 . Sua popularidade tem se aumentado por sites como 4chan, o Facepunch Studios forums e Something Awful. O jogo também foi mencionado pela Eurogamer como uma inspiração para agora o cancelado jogo ION, do criador de DayZ, Dean "Rocket" Hall. Rock, Paper, Shotgun nomeou Space Station 13 na posição 37 da lista deles de "Os 50 Melhores Jogos Grátis no PC" (de todos os tempos) em 2016.